# Rheingau
Pour les articles homonymes, voir Rheingau (homonymie).

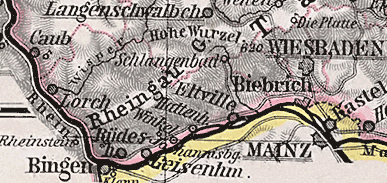
Extrait d'une carte indiquant l'ancien arrondissement de Rheingau (1905).

Le Rheingau est un paysage culturel de l’Allemagne qui s'étend sur la rive droite du Rhin, à l'ouest de Wiesbaden jusqu'à Lorch. C'est ici que le fleuve s'oriente vers l'ouest et coule sur plusieurs kilomètres parallèlement au massif du Taunus, avant couper le massif schisteux rhénan au trou de Bingen. La région est bien connue pour ses vignobles et ses paysages grandioses. Politiquement et culturellement, la Rheingau appartient à l'arrondissement de Rheingau-Taunus en Hesse.

## Géographie

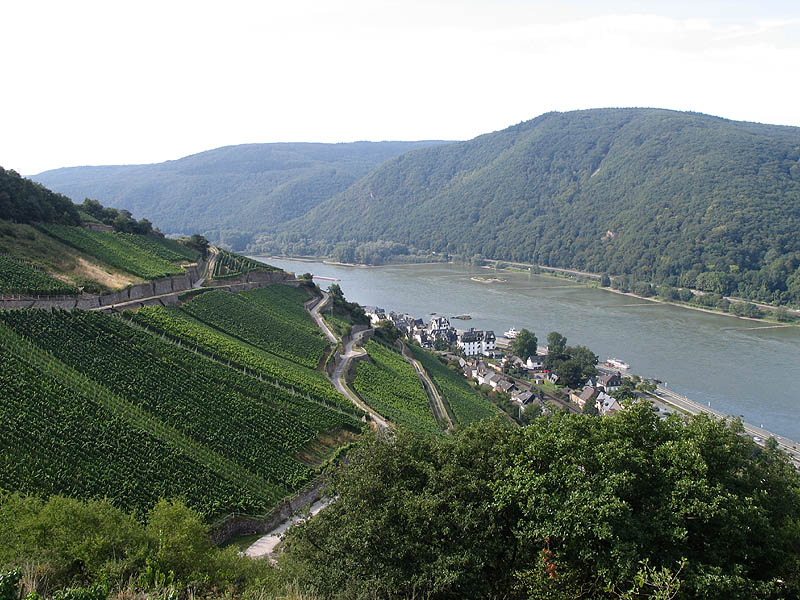
Le Vignoble de Höllenberg, Assmannshausen, en Rheingau

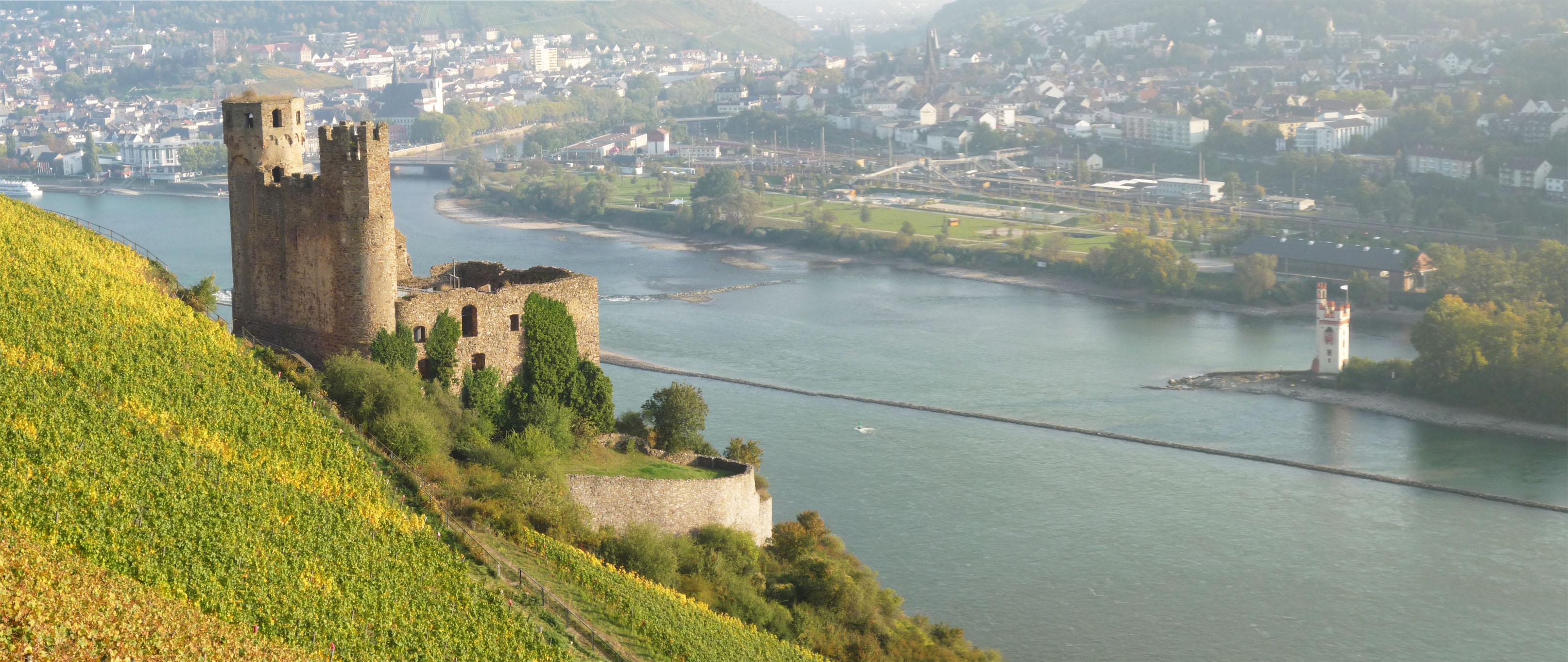
Le château d'Ehrenfels (Rüdesheim)

Les hauteurs lœssiques sur la rive nord sont couvertes de vignobles et possèdent de nombreux châteaux, cloîtres et églises. Au-dessus de celui-ci s'étend la moyenne montagne du Taunus. Le tronçon fluvial du Rhin entre Rüdesheim et Lorch constitue l'entrée à la vallée du Haut-Rhin moyen, l'incarnation du « romantisme rhénan ».

### Climat
Le climat du Rheingau est caractérisé par des étés tempérés et secs, et par des hivers doux. Dans ce territoire près du Rhin grandissent dans les jardins des plantes de type méditerranéens (figuiers, oliviers, abricotiers et pêchers) sur les falaises du Rhin y pousse une végétation adaptée à la sécheresse. La température moyenne quotidienne au cours des mois d'été sont de plus de 19 °C, et en hiver souvent inférieure à 1 °C. Les précipitations annuelles sont comprises entre 450 mm dans certains endroits le long du Rhin et plus de 1000 mm sur la « Kalte Herberge ».

## Histoire
Au temps des royaumes francs, le Gau sur la rive droite du Rhin était plus grand, s'étendant également sur l'embouchure du Main et à la bordure nord du fossé rhénan. Dans l'époque carolingienne, la région tomba sous l'influence des archevêques de Mayence, successeurs de saint Lull ; l'archevêque Raban Maur († 856) y dispose d'une résidence.
Le 13 juin 983, par la Donation de Vérone, le Rheingau dans le duché de Franconie fit partie d'une donation d'Otton II lors de la Diète d'Empire à Vérone, à l'archevêque Willigis de Mayence. Cette donation fixait les contours du futur archevêché de Mayence (Kurmainz), que l'archevêque administrerait au rang de prince-électeur, afin de repousser l'influence des comtes du Rhin. Le Rheingau s'étendait alors tout le long de la rive est du Rhin de Bingen à Heidelberg. Cette donation sépara lUnterrheingau ou Pays du rhin inférieur, qui a conservé seul le nom de Rheingau, et le Pays du rhin supérieur (de) par le temporel de l'evêché, le Pays de la Part du Roi (de). 
Sous le règne de l'archevêque Adalbert Ier († 1137), toute la région était placée sous le contrôle exclusif de Mayence. Les politiques des archevêques reposent notamment sur les fondations de couvents, comme Johannisberg (vers 1100) et Eberbach (1131). À partir de années 1330, Baudouin de Luxembourg, administrateur de l'archevêché, fit construire le château d'Eltville. L'abbaye d'Eberbach a été pillée pendant la guerre des Paysans allemands en 1525 ; peu tard, toutefois, les rebelles sont vaincus par les troupes de la ligue de Souabe.
Au cours du recès d'Empire en 1803, l'électorat de Mayence est dissout. Les domaines sur la rive droite du Rhin sont passés à la principauté de Nassau-Usingen qui devint une partie du duché de Nassau en 1806. Après l'annexion par le royaume de Prusse, l'arrondissement du Rheingau appartenait au district de Wiesbaden au sein de la province de Hesse-Nassau.